# Шемелинка
Шемелинка — деревня в Фировском районе Тверской области. Входит в состав Великооктябрьского сельского поселения.
Находится в 12 километрах к югу от районного центра посёлка Фирово, на берегу реки Цны.
Население по переписи 2010 года — 2 человека.

## История
Входила в состав Иванодворской волости Осташковского уезда.
В 1859 году в деревне 16 дворов, 71 житель.